# Stazione di Roccarainola-Tufino
La stazione di Roccarainola - Tufino è una stazione della ferrovia Circumvesuviana.
Posta sulla ferrovia Napoli-Nola-Baiano, è al servizio dei comuni di Roccarainola e Tufino.

## Strutture e impianti
La stazione dispone di un fabbricato viaggiatori ed è munita di due binari.

## Movimento
Il traffico passeggeri della stazione è abbastanza alto soprattutto nelle ore di punta.

## Servizi
La stazione dispone di:
- Biglietteria
- Parcheggio gratuito
- Servizi igienici